# Santiago Vernazza
Júlio Carlos Santiago „Ghito” Vernazza (ur. 29 grudnia 1928 w Buenos Aires, zm. 13 listopada 2017) – argentyński piłkarz, ofensywny pomocnik, prawoskrzydłowy lub napastnik.
Vernazza grał na pozycji napastnika w klubach Platense i River Plate. W lidze argentyńskiej występował do 1956 roku, kiedy to przeniósł się do Włoch, podpisując kontrakt z beniaminkiem Serie A klubem US Palermo. Na Sycylii grał przez 4 lata – 2 lata w Seria A i dwa w Serie B, zdobywając ponad 50 bramek oraz stając się jednym z największych piłkarzy w historii klubu Palermo.
W sezonie 1960/1961 grając w A.C. Milan zdobył wicemistrzostwo Włoch. Od następnego sezonu występował w Lanerossi Vicenza Vicenza, gdzie w 1963 roku w wieku 35 lat zakończył karierę.
Wraz z reprezentacją Argentyny zwyciężył w turnieju Copa América 1955.